# Mozzagrogna
Mozzagrogna – miejscowość i gmina we Włoszech, w regionie Abruzja, w prowincji Chieti.
Według danych na rok 2004 gminę zamieszkiwało 2055 osób, 158,1 os./km².